# Lista siturilor arheologice din județul Neamț - H
Lista siturilor arheologice din județul Neamț - H conține toate siturile arheologice din județul Neamț înscrise în Repertoriul Arheologic Național (RAN) și aflate în localități al căror nume începe cu litera H. RAN este administrat de Ministerul Culturii și Patrimoniului Național și cuprinde date științifice, cartografice, topografice, imagini și planuri, precum și orice alte informații privitoare la zonele cu potențial arheologic, studiate sau nu, încă existente sau dispărute.
Puteți căuta un sit din localitățile care încep cu litera H folosind formularul de mai jos sau puteți naviga prin toate siturile din județ la Lista siturilor arheologice din județul Neamț.
| Cod RAN                                   | Denumire | Localitate                                        | Adresă           | Datare                   | Descoperit | Coordonate                                    | Imagine           | Erori            |
| ----------------------------------------- | --- | ------------------------------------------------- | ---------------- | ------------------------ | ---------- | --------------------------------------------- | ----------------- | ---------------- |
| 121572.02.01                              | Situl arheologic de la Hormicești / ansamblu anonim (Categorie: locuire civilă) (Tip: Așezare)                           | sat Homiceni, comuna Bârgăuani                    | Bendeasca        | sec. II - III            |            |                                               | Încărcați imagine | Raportați eroare |
| 121572.02.01                              | Situl arheologic de la Hormicești / complex anonim (Categorie: locuire civilă) (Tip: tezaur)                             | sat Homiceni, comuna Bârgăuani                    | Bendeasca        |                          |            |                                               | Încărcați imagine | Raportați eroare |
| 121572.02.02                              | Situl arheologic de la Hormicești / ansamblu anonim (Categorie: locuire civilă) (Tip: Locuire)                           | sat Homiceni, comuna Bârgăuani                    | Bendeasca        | Starčevo - Criș          |            |                                               | Încărcați imagine | Raportați eroare |
| 121572.02.03                              | Situl arheologic de la Hormicești / ansamblu anonim (Categorie: locuire civilă) (Tip: Locuire)                           | sat Homiceni, comuna Bârgăuani                    | Bendeasca        | Corlăteni - Chișinău     |            |                                               | Încărcați imagine | Raportați eroare |
| 121572.02.04                              | Situl arheologic de la Hormicești / ansamblu anonim (Categorie: locuire civilă) (Tip: Locuire)                           | sat Homiceni, comuna Bârgăuani                    | Bendeasca        | sec. V - VII             |            |                                               | Încărcați imagine | Raportați eroare |
| 121572.02.05                              | Situl arheologic de la Hormicești / ansamblu anonim (Categorie: locuire civilă) (Tip: Locuire)                           | sat Homiceni, comuna Bârgăuani                    | Bendeasca        | sec. XVII                |            |                                               | Încărcați imagine | Raportați eroare |
| 121082.01.01                              | Așezarea de epocă daco- romană de la Târgu Neamț- Dealul Humulești / ansamblu anonim (Categorie: locuire) (Tip: Așezare) | localitate componentă Humulești, oraș Târgu Neamț | Dealul Humulești | Sântana de Mureș sec. IV |            | 47°10′53″N 26°21′46″E / 47.18142°N 26.36271°E | Încărcați imagine | Raportați eroare |
| 121082.02.01                              | din epoca bronzului mijlociu de la Târgu Neamț- În spini / ansamblu anonim (Categorie: locuire) (Tip: Așezare)           | localitate componentă Humulești, oraș Târgu Neamț | În spini         | Costișa                  |            | 47°11′04″N 26°18′42″E / 47.18444°N 26.31167°E | Încărcați imagine | Raportați eroare |
| 121572.01.01 (Cod LMI: NT-I-m-B-10509.01) | Situl arheologic de la Homiceni - "Dealul Davidului" / ansamblu anonim (Categorie: locuire civilă) (Tip: Așezare)        | sat Homiceni, comuna Bârgăuani                    | Dealul Davidului | sec. XV - XVI            |            | 47°01′00″N 26°40′00″E / 47.01667°N 26.66667°E | Încărcați imagine | Raportați eroare |
| 121572.01.02 (Cod LMI: NT-I-s-B-10509)    | Situl arheologic de la Homiceni - "Dealul Davidului" / ansamblu anonim (Categorie: locuire civilă) (Tip: Așezare)        | sat Homiceni, comuna Bârgăuani                    | Dealul Davidului | sec. V - VI              |            | 47°01′00″N 26°40′00″E / 47.01667°N 26.66667°E | Încărcați imagine | Raportați eroare |
| 121572.01.03 (Cod LMI: NT-I-s-B-10509)    | Situl arheologic de la Homiceni - "Dealul Davidului" / ansamblu anonim (Categorie: locuire civilă) (Tip: Așezare)        | sat Homiceni, comuna Bârgăuani                    | Dealul Davidului | sec. II - III            |            | 47°01′00″N 26°40′00″E / 47.01667°N 26.66667°E | Încărcați imagine | Raportați eroare |
| 122427.01.01 (Cod LMI: NT-I-s-B-10508)    | Așezarea Cucuteni de la Hlăpești - "La Dejugătoare" / ansamblu anonim (Categorie: locuire civilă) (Tip: Așezare)         | sat Hlăpești, comuna Dragomirești                 | La Dejugătoare   | Cucuteni                 |            | 47°02′00″N 26°36′00″E / 47.03333°N 26.6°E     | Încărcați imagine | Raportați eroare |